# Todireni (Botoșani)
Todireni es una comuna rumana del condado de Botoșani.

## Geografía
La comuna, por la que pasan los ríos Jijia y Sicna, está ubicada en la Moldavia rumana.

## Historia
Hacia finales del siglo XIX, la comuna, que por entonces pertenecía al antiguo condado de Roman, estaba compuesta por las localidades de Cobiceni, Hlipiceni y Todireni, y tenía contabilizada una población de 1878 habitantes.
En la segunda mitad del siglo XX, formaban parte de la comuna, que había pasado a pertenecer al condado de Botoșani, las localidades de Todireni, Cernești, Florești, Gârbești e Iurești. En el censo de 2021 la comuna tenía una población de 3344 habitantes.